# 打倒 (映画)
『打倒』（のっくだうん）は、1960年3月20日に公開されたボクシングを扱った松尾昭典監督、赤木圭一郎主演映画。1949年にアメリカで製作された『チャンピオン』をモチーフに制作された。

## キャスト
- 赤木圭一郎 : 高野昭
- 二谷英明 : 高野雄介
- 稲垣美穂子 : 美知子
- 殿山泰司 : 敬六
- 和田悦子 : 三谷ひろ子
- 山岡久乃 : 三谷竜子
- 初井言栄 : 野中和枝
- 岡田眞澄 : 中原悟郎
- 山田禅二 : 小山田専務
- 佐藤慶之助 : 天川技師
- 滋野定夫 : 白坂辰巳
- 鏑木はるな : 白坂の妻
- 川辺健三 : 戸川選手
- 天草四郎 : 吉田
- 雪丘恵介 : 主任警部
- 桜井和夫 : 刑事
- 河上信夫 : 刑事
- 紀原耕 : 吉沢弁護士
- 小泉郁之助 : 田宮弁護士
- 武藤章生 : 拳闘部小沢
- 須藤孝 : 拳闘部江田
- 宍戸鍈二 : 拳闘部南
- 高田保 : 拳闘部長島
- 浜村純 : 医師
- 高野誠二郎 : 医師
- 高品格 : トレーナー石原
- 大坂志郎 : 野中修一

## スタッフ
- 監督 ：松尾昭典
- 脚本 ：宮田輝明、柏木和彦
- 音楽 : 山本直純
- 撮影 : 藤岡粂信
- 編集 : 辻井正則
- 企画 : 高木雅行